# Peter Brabrook
Peter Brabrook (Greenwich, 1937. november 8. – 2016. december 10.) angol labdarúgó-középpályás. 
Az angol válogatott tagjaként részt vett az 1958-as labdarúgó-világbajnokságon.